# Uskoks
Els uskoks foren un poble medieval que vivia a Ístria i Dalmàcia.
El formaven gent ètnicament eslaus però que s'havien llatinitzat i que vivien a la costa i es van dedicar a la pirateria. Es van unir als morlacs i a grups de vlacs emigrats d'Albània i altres llocs dels Balcans, i a emigrants italians del Friule principalment, i junts van formar una força pirata utilitzada pels venecians contra els otomans. La barreja d'aquestos elements va originar un nou poble anomenat istroromans.